# NBA Playoffs 2014
Gli NBA Playoffs 2014 sono iniziati il 19 aprile, e si sono conclusi il 15 giugno con la vittoria dei San Antonio Spurs, al 5º titolo della loro storia. Kawhi Leonard ha vinto il Bill Russell NBA Finals Most Valuable Player Award.

## Formato
Il formato cambia rispetto all'edizione precedente.
- Sono qualificate 16 squadre, 8 per ciascuna delle due Conference: Eastern Conference e Western Conference. Per ogni Conference accedono automaticamente ai playoff le squadre vincitrici di ciascuna delle 3 Division, più la migliore seconda; le altre 4 squadre sono quelle meglio classificate nella Conference.
- Tutti gli incontri si giocano al meglio delle 7 partite (2-2-1-1-1); la squadra meglio classificata in stagione regolare giocherà in casa: gara-1, gara-2, gara-5 e gara-7.
- La finale si gioca al meglio delle 7 partite (2-2-1-1-1): la squadra meglio classificata gioca in casa gara-1, gara-2, gara-5 e gara-7, abbandonando la vecchia formula 2-3-2, ovvero gara-1, gara-2, gara-6 e gara-7.

## Squadre qualificate

### Eastern Conference
1. Indiana Pacers
2. Miami Heat
3. Toronto Raptors
4. Chicago Bulls
5. Wash. Wizards
6. Brooklyn Nets
7. Charlotte Bobcats
8. Atlanta Hawks

### Western Conference
1. San Antonio Spurs
2. Oklahoma Thunder
3. L.A. Clippers
4. Houston Rockets
5. Portland T. Blazers
6. G.S. Warriors
7. Memphis Grizzlies
8. Dallas Mavericks

## Tabellone
|  | Primo turno | Primo turno         | Primo turno         |                    |                    | Semifinali di conference | Semifinali di conference | Semifinali di conference |  |   | Finali di conference | Finali di conference | Finali di conference |  |    | Finale NBA          | Finale NBA | Finale NBA |
|  |             |                     |                     |                    |                    |                          |                          |                          |  |   |                      |                      |                      |  |    |                     |            |            |
|  | 1           | San Antonio Spurs * | 4                   |                    |                    |                          |                          |                          |  |   |                      |                      |                      |  |    |                     |            |            |
|  | 8           | Dallas Mavericks    | 3                   |                    |                    |                          |                          |                          |  |   |                      |                      |                      |  |    |                     |            |            |
|  | 8           | Dallas Mavericks    | 3                   |                    | 1                  | San Antonio Spurs *      | 4                        |                          |  |   |                      |                      |                      |  |    |                     |            |            |
|  |             |                     |                     |                    | 1                  | San Antonio Spurs *      | 4                        |                          |  |   |                      |                      |                      |  |    |                     |            |            |
|  |             | 5                   | Portland T. Blazers | 1                  |                    |                          |                          |                          |  |   |                      |                      |                      |  |    |                     |            |            |
|  | 4           | 5                   | Portland T. Blazers | 1                  | Houston Rockets    | 2                        |                          |                          |  |   |                      |                      |                      |  |    |                     |            |            |
|  | 4           |                     |                     |                    | Houston Rockets    | 2                        |                          |                          |  |   |                      |                      |                      |  |    |                     |            |            |
|  | 5           | Portland T. Blazers | 4                   |                    |                    |                          |                          |                          |  |   |                      |                      |                      |  |    |                     |            |            |
|  | 5           | Portland T. Blazers | 4                   |                    |                    |                          |                          |                          |  | 1 | San Antonio Spurs *  | 4                    |                      |  |    |                     |            |            |
|  |             |                     |                     | Western Conference |                    |                          |                          |                          |  | 1 | San Antonio Spurs *  | 4                    |                      |  |    |                     |            |            |
|  |             | 2                   | Oklahoma Thunder *  | 2                  |                    |                          |                          |                          |  |   |                      |                      |                      |  |    |                     |            |            |
|  | 3           | 2                   | Oklahoma Thunder *  | 2                  | L.A. Clippers *    | 4                        |                          |                          |  |   |                      |                      |                      |  |    |                     |            |            |
|  | 3           |                     |                     |                    | L.A. Clippers *    | 4                        |                          |                          |  |   |                      |                      |                      |  |    |                     |            |            |
|  | 6           | G.S. Warriors       | 3                   |                    |                    |                          |                          |                          |  |   |                      |                      |                      |  |    |                     |            |            |
|  | 6           | G.S. Warriors       | 3                   |                    | 3                  | L.A. Clippers *          | 2                        |                          |  |   |                      |                      |                      |  |    |                     |            |            |
|  |             |                     |                     |                    | 3                  | L.A. Clippers *          | 2                        |                          |  |   |                      |                      |                      |  |    |                     |            |            |
|  |             | 2                   | Oklahoma Thunder *  | 4                  |                    |                          |                          |                          |  |   |                      |                      |                      |  |    |                     |            |            |
|  | 2           | 2                   | Oklahoma Thunder *  | 4                  | Oklahoma Thunder * | 4                        |                          |                          |  |   |                      |                      |                      |  |    |                     |            |            |
|  | 2           |                     |                     |                    | Oklahoma Thunder * | 4                        |                          |                          |  |   |                      |                      |                      |  |    |                     |            |            |
|  | 7           | Memphis Grizzlies   | 3                   |                    |                    |                          |                          |                          |  |   |                      |                      |                      |  |    |                     |            |            |
|  | 7           | Memphis Grizzlies   | 3                   |                    |                    |                          |                          |                          |  |   |                      |                      |                      |  | 1W | San Antonio Spurs * | 4          |            |
|  |             |                     |                     |                    |                    |                          |                          |                          |  |   |                      |                      |                      |  | 1W | San Antonio Spurs * | 4          |            |
|  |             | 2E                  | Miami Heat *        | 1                  |                    |                          |                          |                          |  |   |                      |                      |                      |  |    |                     |            |            |
|  | 1           | 2E                  | Miami Heat *        | 1                  | Indiana Pacers *   | 4                        |                          |                          |  |   |                      |                      |                      |  |    |                     |            |            |
|  | 1           |                     |                     |                    | Indiana Pacers *   | 4                        |                          |                          |  |   |                      |                      |                      |  |    |                     |            |            |
|  | 8           | Atlanta Hawks       | 3                   |                    |                    |                          |                          |                          |  |   |                      |                      |                      |  |    |                     |            |            |
|  | 8           | Atlanta Hawks       | 3                   |                    | 1                  | Indiana Pacers *         | 4                        |                          |  |   |                      |                      |                      |  |    |                     |            |            |
|  |             |                     |                     |                    | 1                  | Indiana Pacers *         | 4                        |                          |  |   |                      |                      |                      |  |    |                     |            |            |
|  |             | 5                   | Wash. Wizards       | 2                  |                    |                          |                          |                          |  |   |                      |                      |                      |  |    |                     |            |            |
|  | 4           | 5                   | Wash. Wizards       | 2                  | Chicago Bulls      | 1                        |                          |                          |  |   |                      |                      |                      |  |    |                     |            |            |
|  | 4           |                     |                     |                    | Chicago Bulls      | 1                        |                          |                          |  |   |                      |                      |                      |  |    |                     |            |            |
|  | 5           | Wash. Wizards       | 4                   |                    |                    |                          |                          |                          |  |   |                      |                      |                      |  |    |                     |            |            |
|  | 5           | Wash. Wizards       | 4                   |                    |                    |                          |                          |                          |  | 1 | Indiana Pacers *     | 2                    |                      |  |    |                     |            |            |
|  |             |                     |                     | Eastern Conference |                    |                          |                          |                          |  | 1 | Indiana Pacers *     | 2                    |                      |  |    |                     |            |            |
|  |             | 2                   | Miami Heat *        | 4                  |                    |                          |                          |                          |  |   |                      |                      |                      |  |    |                     |            |            |
|  | 3           | 2                   | Miami Heat *        | 4                  | Toronto Raptors *  | 3                        |                          |                          |  |   |                      |                      |                      |  |    |                     |            |            |
|  | 3           |                     |                     |                    | Toronto Raptors *  | 3                        |                          |                          |  |   |                      |                      |                      |  |    |                     |            |            |
|  | 6           | Brooklyn Nets       | 4                   |                    |                    |                          |                          |                          |  |   |                      |                      |                      |  |    |                     |            |            |
|  | 6           | Brooklyn Nets       | 4                   |                    | 6                  | Brooklyn Nets            | 1                        |                          |  |   |                      |                      |                      |  |    |                     |            |            |
|  |             |                     |                     |                    | 6                  | Brooklyn Nets            | 1                        |                          |  |   |                      |                      |                      |  |    |                     |            |            |
|  |             | 2                   | Miami Heat *        | 4                  |                    |                          |                          |                          |  |   |                      |                      |                      |  |    |                     |            |            |
|  | 2           | 2                   | Miami Heat *        | 4                  | Miami Heat *       | 4                        |                          |                          |  |   |                      |                      |                      |  |    |                     |            |            |
|  | 2           |                     |                     |                    | Miami Heat *       | 4                        |                          |                          |  |   |                      |                      |                      |  |    |                     |            |            |
|  | 7           | Charlotte Bobcats   | 0                   |                    |                    |                          |                          |                          |  |   |                      |                      |                      |  |    |                     |            |            |

Legenda
- * Vincitore Division
- "Grassetto" Vincitore serie
- "Corsivo" Squadra con fattore campo

## Eastern Conference

### Primo turno

#### (1) Indiana Pacers - (8) Atlanta Hawks
RISULTATO FINALE: 4-3
| Arbitri: | Danny Crawford James Capers Josh Tiven |

|              |          |               |
| P. George 24 | Punti    | J. Teague 28  |
| P. George 5  | Assist   | J. Teague 5   |
| P. George 10 | Rimbalzi | D. Carroll 10 |

| Arbitri: | Ken Mauer Tony Brown Marc Davis |

|                      |          |               |
| P. George 27         | Punti    | P. Millsap 19 |
| P. George, D. West 6 | Assist   | J. Teague 4   |
| P. George 10         | Rimbalzi | E. Brand 7    |

| Arbitri: | Tony Brothers Mark Ayotte Tom Washington |

|               |          |                  |
| J. Teague 22  | Punti    | L. Stephenson 21 |
| J. Teague 10  | Assist   | D. West 5        |
| P. Millsap 14 | Rimbalzi | P. George 14     |

| Arbitri: | Scott Foster Pat Fraher Bill Kennedy |

|               |          |                      |
| P. Millsap 29 | Punti    | P. George 24         |
| J. Teague 7   | Assist   | P. George, G. Hill 5 |
| K. Korver 9   | Rimbalzi | P. George 10         |

| Arbitri: | Monty McCutchen John Goble David Jones |

|              |          |             |
| P. George 26 | Punti    | S. Mack 20  |
| D. West 7    | Assist   | S. Mack 5   |
| P. George 12 | Rimbalzi | K. Korver 9 |

| Arbitri: | Joey Crawford Derrick Stafford Bennett Salvatore |

|               |          |                       |
| J. Teague 29  | Punti    | P. George, D. West 24 |
| P. Millsap 5  | Assist   | D. West 6             |
| P. Millsap 18 | Rimbalzi | D. West 11            |

| Arbitri: | Tony Brothers Sean Corbin Rodney Mott |

|                  |          |               |
| P. George 30     | Punti    | K. Korver 19  |
| L. Stephenson 5  | Assist   | S. Mack 7     |
| L. Stephenson 14 | Rimbalzi | P. Millsap 17 |

PRECEDENTI IN REGULAR SEASON
| Regular Season 2013-14 | Indiana Pacers | 2 – 2                                                                  | Atlanta Hawks | Referto 1 - Referto 2 - Referto 3 - Referto 4 |
| Atlanta Hawks 97 Atlanta Hawks 85 Indiana Pacers 108 Indiana Pacers 88 Punti 87 Indiana Pacers 89 Indiana Pacers 98 Atlanta Hawks 107 Atlanta Hawks |                |                                                                        |               |                                               |
| |                |                                                                        |               |                                               |
| Atlanta Hawks 97 Atlanta Hawks 85 Indiana Pacers 108 Indiana Pacers 88                                                                              | Punti          | 87 Indiana Pacers 89 Indiana Pacers 98 Atlanta Hawks 107 Atlanta Hawks |               |                                               |

PRECEDENTI NEI PLAYOFF
|  | Indiana Pacers (1994, 1995, 2013) | 3 – 2 | Atlanta Hawks (1987, 1996) |  |

#### (2) Miami Heat - (7) Charlotte Bobcats
RISULTATO FINALE: 4-0
| Arbitri: | Marc Davis Jason Phillips Scott Wall |

|                |          |                 |
| L. James 27    | Punti    | K. Walker 20    |
| D. Wade 5      | Assist   | K. Walker 6     |
| C. Andersen 10 | Rimbalzi | A. Jefferson 10 |

| Arbitri: | Scott Foster Bill Kennedy Mark Lindsay |

|                     |          |                      |
| L. James 32         | Punti    | M. Kidd-Gilchrist 22 |
| L. James 8          | Assist   | K. Walker 8          |
| L. James, D. Wade 6 | Rimbalzi | A. Jefferson 13      |

| Arbitri: | Monty McCutchen Ron Garretson Mark Ayotte |

|                 |          |                     |
| A. Jefferson 20 | Punti    | L. James 30         |
| L. Ridnour 6    | Assist   | L. James, D. Wade 6 |
| J. McRoberts 9  | Rimbalzi | L. James 10         |

| Arbitri: | Danny Crawford Michael Smith Tom Washington |

|                           |          |             |
| K. Walker 29              | Punti    | L. James 31 |
| J. McRoberts, K. Walker 5 | Assist   | L. James 9  |
| J. McRoberts 10           | Rimbalzi | C. Bosh 8   |

PRECEDENTI IN REGULAR SEASON
| Regular Season 2013-14 | Miami Heat | 4 – 0                                                                            | Charlotte Bobcats | Referto 1 - Referto 2 - Referto 3 - Referto 4 |
| Charlotte Bobcats 81 Miami Heat 99 Charlotte Bobcats 96 Miami Heat 124 Punti 97 Miami Heat 98 Charlotte Bobcats 104 Miami Heat (1 t.s.) 107 Charlotte Bobcats |            |                                                                                  |                   |                                               |
| |            |                                                                                  |                   |                                               |
| Charlotte Bobcats 81 Miami Heat 99 Charlotte Bobcats 96 Miami Heat 124                                                                                        | Punti      | 97 Miami Heat 98 Charlotte Bobcats 104 Miami Heat (1 t.s.) 107 Charlotte Bobcats |                   |                                               |

PRECEDENTI NEI PLAYOFF
|  | Miami Heat | 0 – 1 | Charlotte Bobcats (2001) |  |

#### (3) Toronto Raptors - (6) Brooklyn Nets
RISULTATO FINALE: 3-4
| Arbitri: | Ken Mauer Brian Forte Ed Malloy |

|                        |          |                            |
| K. Lowry 22            | Punti    | J. Johnson, D. Williams 24 |
| K. Lowry, G. Vásquez 8 | Assist   | J. Johnson, P. Pierce 4    |
| J. Valančiūnas 18      | Rimbalzi | J. Johnson, K. Garnett 8   |

| Arbitri: | Monty McCutchen David Jones Gary Zielinski |

|                   |          |                              |
| D. DeRozan 30     | Punti    | J. Johnson 18                |
| G. Vásquez 8      | Assist   | S. Livingston, D. Williams 5 |
| J. Valančiūnas 14 | Rimbalzi | P. Pierce, M. Plumlee 6      |

| Arbitri: | Mike Callahan Rodney Mott Scott Wall |

|                 |          |                   |
| J. Johnson 29   | Punti    | D. DeRozan 30     |
| D. Williams 8   | Assist   | G. Vásquez 6      |
| S. Livingston 6 | Rimbalzi | J. Valančiūnas 10 |

| Arbitri: | Jason Phillips James Capers Zach Zarba |

|               |          |                |
| P. Pierce 22  | Punti    | D. DeRozan 24  |
| D. Williams 6 | Assist   | G. Vásquez 9   |
| A. Blatche 7  | Rimbalzi | P. Patterson 9 |

| Arbitri: | Scott Foster Bill Kennedy Tom Washington |

|                |          |                |
| K. Lowry 36    | Punti    | J. Johnson 30  |
| K. Lowry 6     | Assist   | D. Williams 9  |
| P. Patterson 8 | Rimbalzi | M. Teletović 7 |

| Arbitri: | Danny Crawford Marc Davis Pat Fraher |

|                |          |                        |
| D. Williams 23 | Punti    | D. DeRozan 28          |
| D. Williams 4  | Assist   | D. DeRozan, K. Lowry 4 |
| A. Anderson 9  | Rimbalzi | J. Valančiūnas 9       |

| Arbitri: | Joey Crawford Bill Spooner Derrick Stafford |

|               |          |                           |
| K. Lowry 28   | Punti    | J. Johnson 26             |
| D. DeRozan 6  | Assist   | J. Johnson, D. Williams 4 |
| A. Johnson 10 | Rimbalzi | K. Garnett 11             |

PRECEDENTI IN REGULAR SEASON
| Regular Season 2013-14 | Toronto Raptors | 2 – 2                                                                     | Brooklyn Nets | Referto 1 - Referto 2 - Referto 3 - Referto 4 |
| Toronto Raptors 100 Toronto Raptors 96 Brooklyn Nets 103 Brooklyn Nets 101 Punti 102 Brooklyn Nets 80 Brooklyn Nets 104 Toronto Raptors 97 Toronto Raptors |                 |                                                                           |               |                                               |
| |                 |                                                                           |               |                                               |
| Toronto Raptors 100 Toronto Raptors 96 Brooklyn Nets 103 Brooklyn Nets 101                                                                                 | Punti           | 102 Brooklyn Nets 80 Brooklyn Nets 104 Toronto Raptors 97 Toronto Raptors |               |                                               |

PRECEDENTI NEI PLAYOFF
|  | Toronto Raptors | 0 – 1 | Brooklyn Nets (2007) |  |

#### (4) Chicago Bulls - (5) Washington Wizards
RISULTATO FINALE: 1-4
| Arbitri: | Monty McCutchen David Jones Gary Zielinski |

|                               |          |              |
| D. J. Augustin, K. Hinrich 16 | Punti    | Nenê 24      |
| J. Noah 4                     | Assist   | B. Beal 7    |
| J. Noah 10                    | Rimbalzi | M. Gortat 13 |

| Arbitri: | Joey Crawford Bennie Adams Bill Spooner |

|                   |          |                       |
| D. J. Augustin 25 | Punti    | B. Beal 26            |
| D. J. Augustin 7  | Assist   | T. Ariza, J. Wall 7   |
| J. Noah 10        | Rimbalzi | T. Ariza, T. Booker 8 |

| Arbitri: | James Capers Jason Phillips Zach Zarba |

|                        |          |                     |
| B. Beal 25             | Punti    | M. Dunleavy, Jr. 35 |
| J. Wall 7              | Assist   | D. J. Augustin 7    |
| T. Ariza, M. Gortat 11 | Rimbalzi | J. Noah 9           |

| Arbitri: | Mike Callahan Tony Brown Rodney Mott |

|             |          |              |
| T. Ariza 30 | Punti    | T. Gibson 32 |
| J. Wall 10  | Assist   | K. Hinrich 7 |
| T. Booker 9 | Rimbalzi | J. Noah 15   |

| Arbitri: | Ed Malloy Ken Mauer Bennett Salvatore |

|                          |          |                          |
| K. Hinrich, J. Butler 16 | Punti    | J. Wall 24               |
| J. Noah 7                | Assist   | B. Beal, J. Wall, Nenê 4 |
| J. Noah 18               | Rimbalzi | M. Gortat 13             |

PRECEDENTI IN REGULAR SEASON
| Regular Season 2013-14 | Chicago Bulls | 1 – 2                                                    | Wash. Wizards | Referto 1 - Referto 2 - Referto 3 |
| Chicago Bulls 88 Washington Wizards 96 Washington Wizards 78 Punti 102 Washington Wizards 93 Chicago Bulls 96 Chicago Bulls |               |                                                          |               |                                   |
| |               |                                                          |               |                                   |
| Chicago Bulls 88 Washington Wizards 96 Washington Wizards 78                                                                | Punti         | 102 Washington Wizards 93 Chicago Bulls 96 Chicago Bulls |               |                                   |

PRECEDENTI NEI PLAYOFF
|  | Chicago Bulls (1997) | 1 – 1 | Wash. Wizards (2005) |  |

### Semifinali

#### (1) Indiana Pacers - (5) Washington Wizards
RISULTATO FINALE: 4-2
| Arbitri: | Scott Foster David Guthrie Bill Kennedy |

|                       |          |              |
| P. George, G. Hill 18 | Punti    | B. Beal 25   |
| P. George 5           | Assist   | J. Wall 9    |
| D. West 12            | Rimbalzi | M. Gortat 15 |

| Arbitri: | James Capers Marc Davis Zach Zarba |

|                 |          |              |
| R. Hibbert 28   | Punti    | M. Gortat 21 |
| L. Stephenson 5 | Assist   | J. Wall 8    |
| R. Hibbert 9    | Rimbalzi | M. Gortat 11 |

| Arbitri: | Tony Brothers Eric Lewis Tom Washington |

|             |          |                          |
| B. Beal 16  | Punti    | P. George 23             |
| J. Wall 6   | Assist   | G. Hill, L. Stephenson 5 |
| T. Ariza 15 | Rimbalzi | P. George 8              |

| Arbitri: | Joey Crawford Bill Spooner Derrick Stafford |

|            |          |              |
| B. Beal 20 | Punti    | P. George 39 |
| J. Wall 7  | Assist   | D. West 8    |
| T. Ariza 9 | Rimbalzi | P. George 12 |

| Arbitri: | Dan Crawford Pat Fraher Ron Garretson |

|                                                 |          |                     |
| D. West 17                                      | Punti    | M. Gortat 31        |
| L. Stephenson, R. Hibbert, E. Turner, D. West 3 | Assist   | T. Ariza, J. Wall 5 |
| D. West 6                                       | Rimbalzi | M. Gortat 16        |

| Arbitri: | Mike Callahan Sean Corbin Marc Davis |

|              |          |                 |
| M. Gortat 19 | Punti    | D. West 29      |
| J. Wall 9    | Assist   | L. Stephenson 8 |
| T. Ariza 7   | Rimbalzi | R. Hibbert 7    |

PRECEDENTI IN REGULAR SEASON
| Regular Season 2013-14 | Indiana Pacers | 2 – 1                                                         | Wash. Wizards | Referto 1 - Referto 2 - Referto 3 |
| Indiana Pacers 93 Indiana Pacers 93 Washington Wizards 91 Punti 73 Washington Wizards 66 Washington Wizards 78 Indiana Pacers |                |                                                               |               |                                   |
| |                |                                                               |               |                                   |
| Indiana Pacers 93 Indiana Pacers 93 Washington Wizards 91                                                                     | Punti          | 73 Washington Wizards 66 Washington Wizards 78 Indiana Pacers |               |                                   |

PRECEDENTI NEI PLAYOFF

Si è trattata della prima sfida tra le due squadre ai playoff.

#### (2) Miami Heat - (6) Brooklyn Nets
RISULTATO FINALE: 4-1
| Arbitri: | Mike Callahan Ron Garretson Sean Wright |

|             |          |                              |
| L. James 22 | Punti    | J. Johnson, D. Williams 17   |
| D. Wade 5   | Assist   | S. Livingston, D. Williams 3 |
| C. Bosh 11  | Rimbalzi | P. Pierce 6                  |

| Arbitri: | Ken Mauer Ed Malloy Rodney Mott |

|             |          |                 |
| L. James 22 | Punti    | M. Teletović 20 |
| D. Wade 7   | Assist   | D. Williams 6   |
| R. Allen 8  | Rimbalzi | K. Garnett 12   |

| Arbitri: | Monty McCutchen John Goble David Jones |

|                |          |             |
| J. Johnson 19  | Punti    | L. James 28 |
| D. Williams 11 | Assist   | L. James 5  |
| A. Blatche 10  | Rimbalzi | L. James 8  |

| Arbitri: | James Capers Jason Phillips Zach Zarba |

|               |          |               |
| J. Johnson 18 | Punti    | L. James 49   |
| D. Williams 7 | Assist   | M. Chalmers 7 |
| A. Blatche 8  | Rimbalzi | R. Allen 7    |

| Arbitri: | Joey Crawford Bill Spooner Derrick Stafford |

|               |          |               |
| L. James 29   | Punti    | J. Johnson 34 |
| M. Chalmers 7 | Assist   | D. Williams 4 |
| L. James 9    | Rimbalzi | K. Garnett 8  |

PRECEDENTI IN REGULAR SEASON
| Regular Season 2013-14 | Miami Heat | 0 – 4                                                          | Brooklyn Nets | Referto 1 - Referto 2 - Referto 3 - Referto 4 |
| Brooklyn Nets 101 (2 t.s.) Brooklyn Nets 104 Miami Heat 95 Miami Heat 87 Punti 100 Miami Heat 95 Miami Heat 96 Brooklyn Nets 88 Brooklyn Nets |            |                                                                |               |                                               |
| |            |                                                                |               |                                               |
| Brooklyn Nets 101 (2 t.s.) Brooklyn Nets 104 Miami Heat 95 Miami Heat 87                                                                      | Punti      | 100 Miami Heat 95 Miami Heat 96 Brooklyn Nets 88 Brooklyn Nets |               |                                               |

PRECEDENTI NEI PLAYOFF
|  | Miami Heat (2005, 2006) | 2 – 0 | Brooklyn Nets |  |

### Finale

#### (1) Indiana Pacers - (2) Miami Heat
RISULTATO FINALE: 2-4
| Arbitri: | Scott Foster Bill Kennedy Bill Spooner |

|                 |          |                         |
| P. George 24    | Punti    | D. Wade 27              |
| L. Stephenson 8 | Assist   | L. James, M. Chalmers 5 |
| R. Hibbert 9    | Rimbalzi | L. James 10             |

| Arbitri: | Joey Crawford Mike Callahan John Goble |

|                  |          |                |
| L. Stephenson 25 | Punti    | D. Wade 23     |
| L. Stephenson 7  | Assist   | L. James 6     |
| R. Hibbert 13    | Rimbalzi | C. Andersen 12 |

| Arbitri: | Monty McCutchen Tony Brothers Zach Zarba |

|               |          |                  |
| L. James 26   | Punti    | P. George 17     |
| L. James 7    | Assist   | L. Stephenson 5  |
| C. Andersen 7 | Rimbalzi | L. Stephenson 11 |

| Arbitri: | Danny Crawford James Capers Marc Davis |

|             |          |                                   |
| L. James 32 | Punti    | P. George 23                      |
| L. James 5  | Assist   | D. West, L. Stephenson, G. Hill 4 |
| L. James 10 | Rimbalzi | D. West 12                        |

| Arbitri: | Ed Malloy Ken Mauer Tom Washington |

|                 |          |            |
| P. George 37    | Punti    | C. Bosh 20 |
| L. Stephenson 5 | Assist   | D. Wade 7  |
| R. Hibbert 13   | Rimbalzi | C. Bosh 10 |

| Arbitri: | Scott Foster Mike Callahan Jason Phillips |

|                      |          |                                 |
| C. Bosh, L. James 25 | Punti    | P. George 29                    |
| D. Wade, L. James 6  | Assist   | G. Hill, R. Hibbert, D. Sloan 3 |
| C. Andersen 10       | Rimbalzi | P. George 8                     |

PRECEDENTI IN REGULAR SEASON
| Regular Season 2013-14 | Indiana Pacers | 2 – 2                                                           | Miami Heat | Referto 1 - Referto 2 - Referto 3 - Referto 4 |
| Indiana Pacers 90 Miami Heat 97 Indiana Pacers 84 Miami Heat 98 Punti 84 Miami Heat 94 Indiana Pacers 83 Miami Heat 86 Indiana Pacers |                |                                                                 |            |                                               |
| |                |                                                                 |            |                                               |
| Indiana Pacers 90 Miami Heat 97 Indiana Pacers 84 Miami Heat 98                                                                       | Punti          | 84 Miami Heat 94 Indiana Pacers 83 Miami Heat 86 Indiana Pacers |            |                                               |

PRECEDENTI NEI PLAYOFF
|  | Indiana Pacers (2004) | 1 – 2 | Miami Heat (2012, 2013) |  |

## Western Conference

### Primo turno

#### (1) San Antonio Spurs - (8) Dallas Mavericks
RISULTATO FINALE: 4-3
| Arbitri: | Joey Crawford Bennie Adams Bill Spooner |

|                |          |                             |
| T. Duncan 27   | Punti    | D. Harris 19                |
| T. Parker 6    | Assist   | D. Harris 5                 |
| T. Splitter 11 | Rimbalzi | D. Nowitzki, S. Dalembert 8 |

| Arbitri: | Danny Crawford Michael Smith Derrick Stafford |

|                |          |                          |
| E. Ginóbili 27 | Punti    | M. Ellis 21              |
| E. Ginóbili 4  | Assist   | D. Harris, J. Calderón 5 |
| T. Duncan 7    | Rimbalzi | S. Dalembert, D. Blair 7 |

| Arbitri: | Tony Brothers Leroy Richardson Tom Washington |

|                 |          |                |
| M. Ellis 29     | Punti    | T. Duncan 22   |
| J. Calderón 9   | Assist   | T. Parker 6    |
| S. Dalembert 10 | Rimbalzi | T. Splitter 13 |

| Arbitri: | Scott Foster Bill Kennedy Pat Fraher |

|                 |          |                            |
| M. Ellis 20     | Punti    | E. Ginóbili 23             |
| V. Carter 5     | Assist   | E. Ginóbili 5              |
| S. Dalembert 15 | Rimbalzi | K. Leonard, T. Splitter 12 |

| Arbitri: | Mike Callahan Ron Garretson Eric Lewis |

|                           |          |                |
| T. Parker 23              | Punti    | V. Carter 28   |
| B. Diaw 6                 | Assist   | M. Ellis 6     |
| T. Duncan, T. Splitter 12 | Rimbalzi | D. Nowitzki 15 |

| Arbitri: | James Capers Jason Phillips Zach Zarba |

|               |          |              |
| M. Ellis 29   | Punti    | T. Parker 22 |
| J. Calderón 6 | Assist   | T. Parker 6  |
| D. Blair 14   | Rimbalzi | T. Duncan 9  |

| Arbitri: | Monty McCutchen Marc Davis Bennett Salvatore |

|                        |          |                          |
| T. Parker 32           | Punti    | D. Nowitzki 22           |
| E. Ginóbili, B. Diaw 5 | Assist   | J. Calderón, V. Carter 4 |
| T. Duncan 8            | Rimbalzi | D. Nowitzki 9            |

PRECEDENTI IN REGULAR SEASON
| Regular Season 2013-14 | San Antonio Spurs | 4 – 0                                                                                | Dallas Mavericks | Referto 1 - Referto 2 - Referto 3 - Referto 4 |
| Dallas Mavericks 107 San Antonio Spurs 112 San Antonio Spurs 112 Dallas Mavericks 100 Punti 116 San Antonio Spurs 90 Dallas Mavericks 106 Dallas Mavericks 109 San Antonio Spurs |                   |                                                                                      |                  |                                               |
| |                   |                                                                                      |                  |                                               |
| Dallas Mavericks 107 San Antonio Spurs 112 San Antonio Spurs 112 Dallas Mavericks 100                                                                                            | Punti             | 116 San Antonio Spurs 90 Dallas Mavericks 106 Dallas Mavericks 109 San Antonio Spurs |                  |                                               |

PRECEDENTI NEI PLAYOFF
|  | San Antonio Spurs (2001, 2003, 2010) | 3 – 2 | Dallas Mavericks (2006, 2009) |  |

#### (2) Oklahoma City Thunder - (7) Memphis Grizzlies
RISULTATO FINALE: 4-3
| Arbitri: | Tony Brothers Tom Washington David Guthrie |

|                 |          |                |
| K. Durant 33    | Punti    | Z. Randolph 21 |
| K. Durant 7     | Assist   | M. Conley 11   |
| R. Westbrook 10 | Rimbalzi | Z. Randolph 11 |

| Arbitri: | Mike Callahan Ron Garretson Sean Wright |

|                        |          |                |
| K. Durant 36           | Punti    | Z. Randolph 25 |
| R. Westbrook 8         | Assist   | M. Conley 12   |
| K. Durant, S. Ibaka 11 | Rimbalzi | T. Allen 8     |

| Arbitri: | Monty McCutchen John Goble David Jones |

|                |          |                            |
| M. Conley 20   | Punti    | K. Durant, R. Westbrook 30 |
| Z. Randolph 6  | Assist   | K. Durant, R. Jackson 3    |
| Z. Randolph 10 | Rimbalzi | R. Westbrook 13            |

| Arbitri: | Danny Crawford Marc Davis Bennett Salvatore |

|              |          |                |
| M. Gasol 23  | Punti    | R. Jackson 32  |
| M. Conley 10 | Assist   | R. Westbrook 7 |
| T. Allen 13  | Rimbalzi | S. Ibaka 14    |

| Arbitri: | Joey Crawford Bill Spooner Derrick Stafford |

|                 |          |                               |
| R. Westbrook 30 | Punti    | M. Miller 21                  |
| R. Westbrook 13 | Assist   | M. Gasol, M. Conley, C. Lee 4 |
| S. Ibaka 11     | Rimbalzi | M. Gasol 15                   |

| Arbitri: | Ken Mauer Ed Malloy Rodney Mott |

|               |          |                |
| M. Gasol 17   | Punti    | K. Durant 36   |
| M. Conley 6   | Assist   | R. Westbrook 5 |
| Z. Randolph 8 | Rimbalzi | K. Durant 10   |

| Arbitri: | Scott Foster John Goble Tom Washington |

|                 |          |             |
| K. Durant 33    | Punti    | M. Gasol 24 |
| R. Westbrook 16 | Assist   | M. Conley 9 |
| R. Westbrook 10 | Rimbalzi | M. Conley 5 |

PRECEDENTI IN REGULAR SEASON
| Regular Season 2013-14 | Oklahoma Thunder | 3 – 1                                                                                         | Memphis Grizzlies | Referto 1 - Referto 2 - Referto 3 - Referto 4 |
| Memphis Grizzlies 100 Memphis Grizzlies 90 Oklahoma City Thunder 86 Oklahoma City Thunder 113 Punti 116 Oklahoma City Thunder 87 Oklahoma City Thunder 77 Memphis Grizzlies 107 Memphis Grizzlies |                  |                                                                                               |                   |                                               |
| |                  |                                                                                               |                   |                                               |
| Memphis Grizzlies 100 Memphis Grizzlies 90 Oklahoma City Thunder 86 Oklahoma City Thunder 113 | Punti            | 116 Oklahoma City Thunder 87 Oklahoma City Thunder 77 Memphis Grizzlies 107 Memphis Grizzlies |                   |                                               |

PRECEDENTI NEI PLAYOFF
|  | Oklahoma Thunder (2011) | 1 – 1 | Memphis Grizzlies (2013) |  |

#### (3) Los Angeles Clippers - (6) Golden State Warriors
RISULTATO FINALE: 4-3
| Arbitri: | Mike Callahan Ron Garretson Sean Wright |

|              |          |                |
| C. Paul 28   | Punti    | K. Thompson 22 |
| C. Paul 8    | Assist   | S. Curry 7     |
| D. Jordan 14 | Rimbalzi | D. Lee 13      |

| Arbitri: | Tony Brothers David Guthrie Rodney Mott |

|                         |          |                          |
| B. Griffin 35           | Punti    | S. Curry 24              |
| C. Paul, D. Collison 10 | Assist   | S. Curry 8               |
| D. Jordan 9             | Rimbalzi | H. Barnes, M. Speights 6 |

| Arbitri: | Ken Mauer Eric Lewis Ed Malloy |

|                |          |               |
| K. Thompson 26 | Punti    | B. Griffin 32 |
| S. Curry 15    | Assist   | C. Paul 10    |
| D. Green 11    | Rimbalzi | D. Jordan 22  |

| Arbitri: | Joey Crawford Sean Corbin Derrick Stafford |

|               |          |                         |
| S. Curry 33   | Punti    | J. Crawford 26          |
| A. Iguodala 9 | Assist   | C. Paul 6               |
| S. Curry 7    | Rimbalzi | B. Griffin, D. Jordan 6 |

| Arbitri: | James Capers Jr. Jason Phillips Zach Zarba |

|              |          |                |
| D. Jordan 25 | Punti    | K. Thompson 21 |
| C. Paul 7    | Assist   | A. Iguodala 8  |
| D. Jordan 18 | Rimbalzi | D. Green 11    |

| Arbitri: | Monty McCutchen John Goble Bill Spooner |

|             |          |                |
| S. Curry 24 | Punti    | J. Crawford 19 |
| S. Curry 9  | Assist   | C. Paul 8      |
| D. Green 14 | Rimbalzi | D. Jordan 19   |

| Arbitri: | Ken Mauer David Jones Ed Malloy |

|               |          |             |
| B. Griffin 24 | Punti    | S. Curry 33 |
| C. Paul 14    | Assist   | S. Curry 9  |
| D. Jordan 18  | Rimbalzi | D. Lee 13   |

PRECEDENTI IN REGULAR SEASON
| Regular Season 2013-14 | L.A. Clippers | 2 – 2                                                                                               | G.S. Warriors | Referto 1 - Referto 2 - Referto 3 - Referto 4 |
| Los Angeles Clippers 126 Golden State Warriors 105 Golden State Warriors 111 Los Angeles Clippers 111 Punti 115 Golden State Warriors 103 Los Angeles Clippers 92 Los Angeles Clippers 98 Golden State Warriors |               | |               |                                               |
| |               | |               |                                               |
| Los Angeles Clippers 126 Golden State Warriors 105 Golden State Warriors 111 Los Angeles Clippers 111 | Punti         | 115 Golden State Warriors 103 Los Angeles Clippers 92 Los Angeles Clippers 98 Golden State Warriors |               |                                               |

PRECEDENTI NEI PLAYOFF

Si è trattata della prima sfida tra le due squadre ai playoff.

#### (4) Houston Rockets - (5) Portland Trail Blazers
RISULTATO FINALE: 2-4
| Arbitri: | Scott Foster Bennett Salvatore Derrick Stafford |

|                         |          |                |
| J. Harden, D. Howard 27 | Punti    | L. Aldridge 46 |
| J. Harden 6             | Assist   | D. Lillard 5   |
| D. Howard 15            | Rimbalzi | L. Aldridge 18 |

| Arbitri: | James Capers Jason Phillips Zach Zarba |

|              |          |                |
| D. Howard 32 | Punti    | L. Aldridge 43 |
| J. Lin 5     | Assist   | D. Lillard 11  |
| D. Howard 14 | Rimbalzi | R. Lopez 10    |

| Arbitri: | Joey Crawford Sean Corbin Bill Spooner |

|                |          |                     |
| D. Lillard 30  | Punti    | J. Harden 37        |
| D. Lillard 6   | Assist   | J. Harden, J. Lin 6 |
| L. Aldridge 10 | Rimbalzi | D. Howard 14        |

| Arbitri: | Ken Mauer Eric Lewis Ed Malloy |

|                |          |              |
| L. Aldridge 29 | Punti    | J. Harden 28 |
| D. Lillard 8   | Assist   | J. Harden 6  |
| R. Lopez 11    | Rimbalzi | D. Howard 14 |

| Arbitri: | Dan Crawford David Jones Michael Smith |

|              |          |                                     |
| D. Howard 22 | Punti    | W. Matthews 27                      |
| J. Harden 7  | Assist   | D. Lillard 7                        |
| O. Asik 15   | Rimbalzi | D. Lillard, R. Lopez, L. Aldridge 8 |

| Arbitri: | Mike Callahan Ron Garretson Bill Kennedy |

|                |          |               |
| L. Aldridge 30 | Punti    | J. Harden 34  |
| N. Batum 7     | Assist   | J. Harden 6   |
| L. Aldridge 13 | Rimbalzi | C. Parsons 12 |

PRECEDENTI IN REGULAR SEASON
| Regular Season 2013-14 | Houston Rockets | 3 – 1                                                                                         | Portland T. Blazers | Referto 1 - Referto 2 - Referto 3 - Referto 4 |
| Portland Trail Blazers 101 Portland Trail Blazers 111 Houston Rockets 126 (1 t.s.) Houston Rockets 118 Punti 116 Houston Rockets 104 Houston Rockets 113 Portland Trail Blazers 113 Portland Trail Blazers |                 |                                                                                               |                     |                                               |
| |                 |                                                                                               |                     |                                               |
| Portland Trail Blazers 101 Portland Trail Blazers 111 Houston Rockets 126 (1 t.s.) Houston Rockets 118 | Punti           | 116 Houston Rockets 104 Houston Rockets 113 Portland Trail Blazers 113 Portland Trail Blazers |                     |                                               |

PRECEDENTI NEI PLAYOFF
|  | Houston Rockets (1987, 1994, 2009) | 3 – 0 | Portland T. Blazers |  |

### Semifinali

#### (1) San Antonio Spurs - (5) Portland Trail Blazers
RISULTATO FINALE: 4-1
| Arbitri: | Tony Brothers Tony Brown Tom Washington |

|              |          |                |
| T. Parker 33 | Punti    | L. Aldridge 32 |
| T. Parker 9  | Assist   | M. Williams 4  |
| T. Duncan 11 | Rimbalzi | L. Aldridge 14 |

| Arbitri: | Joey Crawford Bill Spooner Derrick Stafford |

|                |          |                |
| K. Leonard 20  | Punti    | N. Batum 21    |
| T. Parker 10   | Assist   | D. Lillard 5   |
| T. Splitter 10 | Rimbalzi | L. Aldridge 10 |

| Arbitri: | Danny Crawford Marc Davis Bennett Salvatore |

|                |          |               |
| W. Matthews 22 | Punti    | T. Parker 29  |
| D. Lillard 9   | Assist   | T. Parker 6   |
| L. Aldridge 12 | Rimbalzi | K. Leonard 10 |

| Arbitri: | Monty McCutchen John Goble Ed Malloy |

|               |          |                                       |
| D. Lillard 25 | Punti    | T. Duncan, B. Diaw 12                 |
| N. Batum 8    | Assist   | K. Leonard 3                          |
| N. Batum 14   | Rimbalzi | K. Leonard, M. Belinelli, A. Baynes 7 |

| Arbitri: | David Guthrie Ken Mauer Jason Phillips |

|                         |          |                |
| K. Leonard, D. Green 22 | Punti    | L. Aldridge 21 |
| T. Splitter 7           | Assist   | D. Lillard 10  |
| D. Green 9              | Rimbalzi | N. Batum 12    |

PRECEDENTI IN REGULAR SEASON
| Regular Season 2013-14 | San Antonio Spurs | 2 – 2                                                                                            | Portland T. Blazers | Referto 1 - Referto 2 - Referto 3 - Referto 4 |
| Portland Trail Blazers 115 San Antonio Spurs 100 Portland Trail Blazers 109 San Antonio Spurs 103 Punti 105 San Antonio Spurs 109 Portland Trail Blazers 111 San Antonio Spurs 90 Portland Trail Blazers |                   |                                                                                                  |                     |                                               |
| |                   |                                                                                                  |                     |                                               |
| Portland Trail Blazers 115 San Antonio Spurs 100 Portland Trail Blazers 109 San Antonio Spurs 103 | Punti             | 105 San Antonio Spurs 109 Portland Trail Blazers 111 San Antonio Spurs 90 Portland Trail Blazers |                     |                                               |

PRECEDENTI NEI PLAYOFF
|  | San Antonio Spurs (1993, 1999) | 2 – 1 | Portland T. Blazers (1990) |  |

#### (2) Oklahoma City Thunder - (3) Los Angeles Clippers
RISULTATO FINALE: 4-2
| Arbitri: | Danny Crawford Jason Phillips Michael Smith |

|                                |          |                                     |
| R. Westbrook 29                | Punti    | C. Paul 32                          |
| R. Jackson 5                   | Assist   | C. Paul 10                          |
| C. Butler, S. Ibaka, J. Lamb 6 | Rimbalzi | D. Granger, B. Griffin, D. Jordan 5 |

| Arbitri: | Monty McCutchen Pat Fraher David Jones |

|                 |          |              |
| K. Durant 32    | Punti    | J. Redick 18 |
| R. Westbrook 10 | Assist   | C. Paul 11   |
| K. Durant 12    | Rimbalzi | D. Jordan 8  |

| Arbitri: | Scott Foster Sean Corbin Bill Kennedy |

|               |          |                 |
| B. Griffin 34 | Punti    | K. Durant 36    |
| C. Paul 16    | Assist   | R. Westbrook 13 |
| D. Jordan 11  | Rimbalzi | S. Adams 9      |

| Arbitri: | Mike Callahan Ron Garretson Rodney Mott |

|               |          |                |
| B. Griffin 25 | Punti    | K. Durant 40   |
| C. Paul 10    | Assist   | R. Westbrook 8 |
| D. Jordan 14  | Rimbalzi | K. Durant 7    |

| Arbitri: | Tony Brothers Bennett Salvatore Tom Washington |

|                 |          |               |
| R. Westbrook 38 | Punti    | B. Griffin 24 |
| R. Westbrook 6  | Assist   | C. Paul 14    |
| K. Durant 10    | Rimbalzi | B. Griffin 17 |

| Arbitri: | Monty McCutchen James Capers Ed Malloy |

|              |          |                 |
| C. Paul 25   | Punti    | K. Durant 39    |
| C. Paul 11   | Assist   | R. Westbrook 12 |
| D. Jordan 15 | Rimbalzi | K. Durant 16    |

PRECEDENTI IN REGULAR SEASON
| Regular Season 2013-14 | Oklahoma Thunder | 2 – 2                                                                                                | L.A. Clippers | Referto 1 - Referto 2 - Referto 3 - Referto 4 |
| Los Angeles Clippers 111 Oklahoma City Thunder 105 Oklahoma City Thunder 117 Los Angeles Clippers 101 Punti 103 Oklahoma City Thunder 91 Los Angeles Clippers 125 Los Angeles Clippers 107 Oklahoma City Thunder |                  | |               |                                               |
| |                  | |               |                                               |
| Los Angeles Clippers 111 Oklahoma City Thunder 105 Oklahoma City Thunder 117 Los Angeles Clippers 101 | Punti            | 103 Oklahoma City Thunder 91 Los Angeles Clippers 125 Los Angeles Clippers 107 Oklahoma City Thunder |               |                                               |

PRECEDENTI NEI PLAYOFF

Si è trattata della prima sfida tra le due squadre ai playoff.

### Finale

#### (1) San Antonio Spurs - (2) Oklahoma City Thunder
RISULTATO FINALE: 4-2
| Arbitri: | Danny Crawford Marc Davis Derrick Stafford |

|               |          |                         |
| T. Duncan 27  | Punti    | K. Durant 28            |
| T. Parker 12  | Assist   | R. Westbrook 7          |
| T. Splitter 8 | Rimbalzi | K. Durant, K. Perkins 9 |

| Arbitri: | Ken Mauer Ron Garretson Ed Malloy |

|              |          |                            |
| T. Parker 22 | Punti    | K. Durant, R. Westbrook 15 |
| T. Parker 5  | Assist   | R. Westbrook 5             |
| T. Duncan 12 | Rimbalzi | S. Adams 8                 |

| Arbitri: | Scott Foster Bill Kennedy Tom Washington |

|                 |          |                          |
| R. Westbrook 26 | Punti    | M. Ginóbili 23           |
| R. Westbrook 7  | Assist   | B. Diaw 6                |
| K. Durant 10    | Rimbalzi | T. Duncan, T. Splitter 8 |

| Arbitri: | Joey Crawford Mike Callahan Jason Phillips |

|                 |          |                        |
| R. Westbrook 40 | Punti    | B. Diaw, T. Parker 14  |
| R. Westbrook 10 | Assist   | T. Duncan, T. Parker 4 |
| K. Perkins 10   | Rimbalzi | B. Diaw 10             |

| Arbitri: | Tony Brothers John Goble Monty McCutchen |

|               |          |                |
| T. Duncan 22  | Punti    | K. Durant 25   |
| M. Ginóbili 6 | Assist   | R. Westbrook 7 |
| T. Duncan 12  | Rimbalzi | K. Perkins 6   |

| Arbitri: | Danny Crawford James Capers Zach Zarba |

|                 |          |               |
| R. Westbrook 34 | Punti    | B. Diaw 26    |
| R. Westbrook 8  | Assist   | M. Ginóbili 5 |
| K. Durant 14    | Rimbalzi | T. Duncan 15  |

PRECEDENTI IN REGULAR SEASON
| Regular Season 2013-14 | San Antonio Spurs | 0 – 4                                                                                         | ' Oklahoma Thunder' | Referto 1 - Referto 2 - Referto 3 - Referto 4 |
| Oklahoma City Thunder 94 San Antonio Spurs 100 San Antonio Spurs 105 Oklahoma City Thunder 106 Punti 88 San Antonio Spurs 113 Oklahoma City Thunder 111 Oklahoma City Thunder 94 San Antonio Spurs |                   |                                                                                               |                     |                                               |
| |                   |                                                                                               |                     |                                               |
| Oklahoma City Thunder 94 San Antonio Spurs 100 San Antonio Spurs 105 Oklahoma City Thunder 106 | Punti             | 88 San Antonio Spurs 113 Oklahoma City Thunder 111 Oklahoma City Thunder 94 San Antonio Spurs |                     |                                               |

PRECEDENTI NEI PLAYOFF
|  | San Antonio Spurs (1982, 2002, 2005) | 3 – 1 | Oklahoma Thunder (2012) |  |

## NBA Finals 2014

### San Antonio Spurs - Miami Heat
RISULTATO FINALE
|  | San Antonio Spurs | 4 – 1 | Miami Heat |  |

PRECEDENTI IN REGULAR SEASON
| Regular Season 2013-14                                                         | San Antonio Spurs | 1 – 1                               | Miami Heat | Referto 1 - Referto 2 |
| Miami Heat 113 San Antonio Spurs 111 Punti 101 San Antonio Spurs 87 Miami Heat |                   |                                     |            |                       |
|                                                                                |                   |                                     |            |                       |
| Miami Heat 113 San Antonio Spurs 111                                           | Punti             | 101 San Antonio Spurs 87 Miami Heat |            |                       |

PRECEDENTI NEI PLAYOFF
|  | San Antonio Spurs | 0 – 1 | Miami Heat (2013) |  |

#### Roster
| \| Pos. \| Num. \| Naz. \| Nome \| Altezza \| Peso \| Data nascita \| Provenienza \| \| ---- \| ---- \| ---- \| ----------------- \| ------- \| ------ \| ------------ \| ---------------------------------- \| \| A \| 11 \| \| Ayres, Jeff \| 206 cm \| 109 kg \| 29-04-1987 \| Arizona State \| \| C \| 16 \| \| Baynes, Aron \| 208 cm \| 118 kg \| 09-12-1986 \| Washington State \| \| A \| 3 \| \| Belinelli, Marco \| 196 cm \| 87 kg \| 25-03-1986 \| Fortitudo Kontatto Bologna (Italy) \| \| A \| 15 \| \| Bonner, Matt \| 208 cm \| 109 kg \| 05-04-1980 \| Florida \| \| G \| 1 \| \| Brown, Shannon \| 193 cm \| 93 kg \| 29-11-1985 \| MSU \| \| A \| 23 \| \| Daye, Austin \| 211 cm \| 91 kg \| 05-06-1988 \| Gonzaga \| \| G \| 25 \| \| de Colo, Nando \| 195 cm \| 85 kg \| 23-06-1987 \| Cholet \| \| A/C \| 33 \| \| Diaw, Boris \| 203 cm \| 104 kg \| 16-04-1982 \| Pau-Orthez (France) \| \| A/C \| 21 \| \| Duncan, Tim \| 211 cm \| 112 kg \| 25-04-1976 \| Wake Forest \| \| G \| 20 \| \| Ginóbili, Emanuel \| 198 cm \| 93 kg \| 28-07-1977 \| Viola Reggio Calabria (Italy) \| \| G/AP \| 4 \| \| Green, Danny \| 198 cm \| 95 kg \| 22-06-1987 \| North Carolina \| \| G/AP \| 7 \| \| James, Damion \| 201 cm \| 102 kg \| 07-10-1987 \| Texas \| \| G \| 7 \| \| Jeffers, Othyus \| 196 cm \| 91 kg \| 05-08-1985 \| UIC Flames \| \| G \| 5 \| \| Joseph, Cory \| 191 cm \| 84 kg \| 20-08-1991 \| Texas \| \| A \| 2 \| \| Leonard, Kawhi \| 201 cm \| 102 kg \| 29-06-1991 \| San Diego State \| \| P \| 8 \| \| Mills, Patty \| 183 cm \| 79 kg \| 11-08-1988 \| Saint Mary's \| \| G \| 9 \| \| Parker, Tony \| 188 cm \| 82 kg \| 17-05-1982 \| Paris Basket Racing (France) \| \| A/C \| 22 \| \| Splitter, Tiago \| 211 cm \| 109 kg \| 01-01-1985 \| Baskonia (Spain) \| \| A \| 24 \| \| Thomas, Malcolm \| 206 cm \| 102 kg \| 08-11-1988 \| Pepperdine Waves \| | Allenatore - Gregg Popovich Assistente/i - Jim Boylen (Vice-allenatore) - Ime Udoka (Vice-allenatore) - Chip Engelland (Vice-allenatore) - Chad Forcier (Vice-allenatore) - Sean Marks (Vice-allenatore) - Will Sevening (Preparatore atletico) Legenda - (C) Capitano - (FA) Free agent - (S) Sospeso - (TW) Contratto Two-way - (GL) Assegnato a squadra G League affiliata - Infortunato Roster • Transazioni · Ultima transazione: 28 giugno 2014 |                                    |                   |         |        |              |                                    |
| Pos. | Num. | Naz.                               | Nome              | Altezza | Peso   | Data nascita | Provenienza                        |
| A | 11 | Stati Uniti (bandiera)             | Ayres, Jeff       | 206 cm  | 109 kg | 29-04-1987   | Arizona State                      |
| C | 16 | Australia (bandiera)               | Baynes, Aron      | 208 cm  | 118 kg | 09-12-1986   | Washington State                   |
| A | 3 | Italia (bandiera)                  | Belinelli, Marco  | 196 cm  | 87 kg  | 25-03-1986   | Fortitudo Kontatto Bologna (Italy) |
| A | 15 | Stati Uniti (bandiera)             | Bonner, Matt      | 208 cm  | 109 kg | 05-04-1980   | Florida                            |
| G | 1 | Stati Uniti (bandiera)             | Brown, Shannon    | 193 cm  | 93 kg  | 29-11-1985   | MSU                                |
| A | 23 | Stati Uniti (bandiera)             | Daye, Austin      | 211 cm  | 91 kg  | 05-06-1988   | Gonzaga                            |
| G | 25 | Francia (bandiera)                 | de Colo, Nando    | 195 cm  | 85 kg  | 23-06-1987   | Cholet                             |
| A/C | 33 | Francia (bandiera)                 | Diaw, Boris       | 203 cm  | 104 kg | 16-04-1982   | Pau-Orthez (France)                |
| A/C | 21 | Isole Vergini Americane (bandiera) | Duncan, Tim       | 211 cm  | 112 kg | 25-04-1976   | Wake Forest                        |
| G | 20 | Argentina (bandiera)               | Ginóbili, Emanuel | 198 cm  | 93 kg  | 28-07-1977   | Viola Reggio Calabria (Italy)      |
| G/AP | 4 | Stati Uniti (bandiera)             | Green, Danny      | 198 cm  | 95 kg  | 22-06-1987   | North Carolina                     |
| G/AP | 7 | Stati Uniti (bandiera)             | James, Damion     | 201 cm  | 102 kg | 07-10-1987   | Texas                              |
| G | 7 | Stati Uniti (bandiera)             | Jeffers, Othyus   | 196 cm  | 91 kg  | 05-08-1985   | UIC Flames                         |
| G | 5 | Canada (bandiera)                  | Joseph, Cory      | 191 cm  | 84 kg  | 20-08-1991   | Texas                              |
| A | 2 | Stati Uniti (bandiera)             | Leonard, Kawhi    | 201 cm  | 102 kg | 29-06-1991   | San Diego State                    |
| P | 8 | Australia (bandiera)               | Mills, Patty      | 183 cm  | 79 kg  | 11-08-1988   | Saint Mary's                       |
| G | 9 | Francia (bandiera)                 | Parker, Tony      | 188 cm  | 82 kg  | 17-05-1982   | Paris Basket Racing (France)       |
| A/C | 22 | Brasile (bandiera)                 | Splitter, Tiago   | 211 cm  | 109 kg | 01-01-1985   | Baskonia (Spain)                   |
| A | 24 | Stati Uniti (bandiera)             | Thomas, Malcolm   | 206 cm  | 102 kg | 08-11-1988   | Pepperdine Waves                   |

| \| Pos. \| Num. \| Naz. \| Nome \| Altezza \| Peso \| Data nascita \| Provenienza \| \| ---- \| ---- \| ---- \| ---------------- \| ------- \| ------ \| ------------ \| --------------------------------------- \| \| G \| 34 \| \| Allen, Ray \| 196 cm \| 93 kg \| 20-07-1975 \| Connecticut \| \| AG \| 11 \| \| Andersen, Chris \| 208 cm \| 103 kg \| 07-07-1978 \| Blinn \| \| C \| 50 \| \| Anthony, Joel \| 206 cm \| 111 kg \| 09-08-1982 \| UNLV R. Rebels \| \| AP \| 31 \| \| Battier, Shane \| 203 cm \| 100 kg \| 09-09-1978 \| Duke \| \| A \| 8 \| \| Beasley, Michael \| 206 cm \| 107 kg \| 09-01-1989 \| Kansas State \| \| AG \| 1 \| \| Bosh, Chris \| 211 cm \| 104 kg \| 24-03-1984 \| Georgia Tech \| \| P \| 15 \| \| Chalmers, Mario \| 188 cm \| 86 kg \| 19-05-1986 \| Kansas \| \| P \| 30 \| \| Cole, Norris \| 188 cm \| 77 kg \| 13-10-1988 \| Cleveland State \| \| G \| 0 \| \| Douglas, Toney \| 188 cm \| 86 kg \| 16-03-1986 \| Florida State \| \| C \| 7 \| \| Hamilton, Justin \| 213 cm \| 118 kg \| 01-04-1990 \| LSU \| \| AG \| 40 \| \| Haslem, Udonis \| 203 cm \| 107 kg \| 09-06-1980 \| Florida \| \| AP \| 6 \| \| James, LeBron \| 203 cm \| 114 kg \| 30-12-1984 \| St. Vincent St. Mary High School (Ohio) \| \| AP \| 22 \| \| Jones, James \| 203 cm \| 98 kg \| 04-10-1980 \| Miami (FL) \| \| A \| 9 \| \| Lewis, Rashard \| 208 cm \| 104 kg \| 8-08-1979 \| Alief Elsik High School (Texas) \| \| G \| 14 \| \| Liggins, DeAndre \| 198 cm \| 95 kg \| 31-03-1988 \| Kentucky Wildcats \| \| G \| 21 \| \| Mason, Roger \| 196 cm \| 91 kg \| 10-09-1980 \| Virginia Cavaliers \| \| C \| 20 \| \| Oden, Greg \| 213 cm \| 113 kg \| 22-01-1988 \| Ohio State \| \| G \| 3 \| \| Wade, Dwyane \| 193 cm \| 96 kg \| 17-01-1982 \| Marquette \| | Allenatore - Erik Spoelstra Assistente/i - Bob McAdoo (Vice-allenatore) - Ron Rothstein (Vice-allenatore) - David Fizdale (Vice-allenatore) - Juwan Howard (Vice-allenatore per lo sviluppo dei giocatori) - Dan Craig (Vice-allenatore per lo sviluppo dei giocatori) - Bill Foran (Preparatore fisico) - Jay Sabol (Preparatore atletico) Legenda - (C) Capitano - (FA) Free agent - (S) Sospeso - (TW) Contratto Two-way - (GL) Assegnato a squadra G League affiliata - Infortunato Roster • Transazioni · Ultima transazione: 30 giugno 2014 |                        |                  |         |        |              |                                         |
| Pos. | Num. | Naz.                   | Nome             | Altezza | Peso   | Data nascita | Provenienza                             |
| G | 34 | Stati Uniti (bandiera) | Allen, Ray       | 196 cm  | 93 kg  | 20-07-1975   | Connecticut                             |
| AG | 11 | Stati Uniti (bandiera) | Andersen, Chris  | 208 cm  | 103 kg | 07-07-1978   | Blinn                                   |
| C | 50 | Canada (bandiera)      | Anthony, Joel    | 206 cm  | 111 kg | 09-08-1982   | UNLV R. Rebels                          |
| AP | 31 | Stati Uniti (bandiera) | Battier, Shane   | 203 cm  | 100 kg | 09-09-1978   | Duke                                    |
| A | 8 | Stati Uniti (bandiera) | Beasley, Michael | 206 cm  | 107 kg | 09-01-1989   | Kansas State                            |
| AG | 1 | Stati Uniti (bandiera) | Bosh, Chris      | 211 cm  | 104 kg | 24-03-1984   | Georgia Tech                            |
| P | 15 | Stati Uniti (bandiera) | Chalmers, Mario  | 188 cm  | 86 kg  | 19-05-1986   | Kansas                                  |
| P | 30 | Stati Uniti (bandiera) | Cole, Norris     | 188 cm  | 77 kg  | 13-10-1988   | Cleveland State                         |
| G | 0 | Stati Uniti (bandiera) | Douglas, Toney   | 188 cm  | 86 kg  | 16-03-1986   | Florida State                           |
| C | 7 | Stati Uniti (bandiera) | Hamilton, Justin | 213 cm  | 118 kg | 01-04-1990   | LSU                                     |
| AG | 40 | Stati Uniti (bandiera) | Haslem, Udonis   | 203 cm  | 107 kg | 09-06-1980   | Florida                                 |
| AP | 6 | Stati Uniti (bandiera) | James, LeBron    | 203 cm  | 114 kg | 30-12-1984   | St. Vincent St. Mary High School (Ohio) |
| AP | 22 | Stati Uniti (bandiera) | Jones, James     | 203 cm  | 98 kg  | 04-10-1980   | Miami (FL)                              |
| A | 9 | Stati Uniti (bandiera) | Lewis, Rashard   | 208 cm  | 104 kg | 8-08-1979    | Alief Elsik High School (Texas)         |
| G | 14 | Stati Uniti (bandiera) | Liggins, DeAndre | 198 cm  | 95 kg  | 31-03-1988   | Kentucky Wildcats                       |
| G | 21 | Stati Uniti (bandiera) | Mason, Roger     | 196 cm  | 91 kg  | 10-09-1980   | Virginia Cavaliers                      |
| C | 20 | Stati Uniti (bandiera) | Oden, Greg       | 213 cm  | 113 kg | 22-01-1988   | Ohio State                              |
| G | 3 | Stati Uniti (bandiera) | Wade, Dwyane     | 193 cm  | 96 kg  | 17-01-1982   | Marquette                               |

#### Risultati
Da questa edizione la formula delle Finali torna ad essere 2-2-1-1-1 e non più 2-3-2 come era stato stabilito nel 1985
| Arbitri: | Scott Foster Marc Davis Ken Mauer |

|                                                                             |            |                                                                     |
| T. Duncan 21                                                                | Punti      | L. James 25                                                         |
| E. Ginóbili 11                                                              | Assist     | N. Cole 5                                                           |
| T. Duncan, B. Diaw 10                                                       | Rimbalzi   | C. Bosh 9                                                           |
| Duncan, Green, Leonard, Parker, Splitter (Belinelli, Diaw, Ginóbili, Mills) | Formazioni | Bosh, Chalmers, James, Lewis, Wade (Allen, Andersen, Battier, Cole) |

| Arbitri: | Danny Crawford James Capers Jason Phillips |

|                                                                             |            |                                                                           |
| T. Parker 21                                                                | Punti      | L. James 35                                                               |
| T. Parker 7                                                                 | Assist     | M. Chalmers, D. Wade 4                                                    |
| T. Duncan 15                                                                | Rimbalzi   | L. James 10                                                               |
| Duncan, Green, Leonard, Parker, Splitter (Belinelli, Diaw, Ginóbili, Mills) | Formazioni | Bosh, Chalmers, James, Lewis, Wade (Allen, Andersen, Cole, Haslem, Jones) |

| Arbitri: | Monty McCutchen Tony Brothers Zach Zarba |

|                                                                                                   |            | |
| L. James, D. Wade 22                                                                              | Punti      | K. Leonard 29                                                                                              |
| L. James 7                                                                                        | Assist     | T. Parker, P. Mills 4                                                                                      |
| L. James, C. Andersen 5                                                                           | Rimbalzi   | T. Duncan 6                                                                                                |
| Bosh, Chalmers, James, Lewis, Wade (Allen, Andersen, Battier, Cole, Douglas, Haslem, Jones, Oden) | Formazioni | Diaw, Duncan, Green, Leonard, Parker (Ayres, Baynes, Belinelli, Bonner, Ginóbili, Joseph, Mills, Splitter) |

| Arbitri: | Joey Crawford Mike Callahan Tom Washington |

|                                                                                                   |            | |
| L. James 28                                                                                       | Punti      | K. Leonard 20                                                                                              |
| M. Chalmers 5                                                                                     | Assist     | B. Diaw 9                                                                                                  |
| L. James 8                                                                                        | Rimbalzi   | K. Leonard 14                                                                                              |
| Bosh, Chalmers, James, Lewis, Wade (Allen, Andersen, Battier, Cole, Douglas, Haslem, Jones, Oden) | Formazioni | Diaw, Duncan, Green, Leonard, Parker (Ayres, Baynes, Belinelli, Bonner, Ginóbili, Joseph, Mills, Splitter) |

| Arbitri: | Scott Foster Marc Davis Ken Mauer |

| |            | |
| K. Leonard 22                                                                                              | Punti      | L. James 31                                                                                          |
| B. Diaw 6                                                                                                  | Assist     | L. James 5                                                                                           |
| K. Leonard 10                                                                                              | Rimbalzi   | L. James 10                                                                                          |
| Diaw, Duncan, Green, Leonard, Parker (Ayres, Baynes, Belinelli, Bonner, Ginóbili, Joseph, Mills, Splitter) | Formazioni | Allen, Bosh, James, Lewis, Wade (Andersen, Battier, Beasley, Chalmers, Cole, Douglas, Haslem, Jones) |

| Campione NBA 2014           |
| --------------------------- |
| San Antonio Spurs 5º titolo |

#### Hall of famer
| NBA Finals      | Atleta           | Squadra           | Anno |           |
| --------------- | ---------------- | ----------------- | ---- | --------- |
| Giocatore       | Tim Duncan       | San Antonio Spurs | 2020 | Giocatore |
| Giocatore       | Emanuel Ginóbili | San Antonio Spurs | 2022 | Giocatore |
| Giocatore       | Tony Parker      | San Antonio Spurs | 2023 | Giocatore |
| Giocatore       | Ray Allen        | Miami Heat        | 2018 | Giocatore |
| Giocatore       | Chris Bosh       | Miami Heat        | 2021 | Giocatore |
| Giocatore       | Dwyane Wade      | Miami Heat        | 2023 | Giocatore |
| Vice-allenatore | Bob McAdoo       | Miami Heat        | 2000 | Giocatore |

#### MVP delle Finali
- #2 Kawhi Leonard, San Antonio Spurs.

## Squadra vincitrice

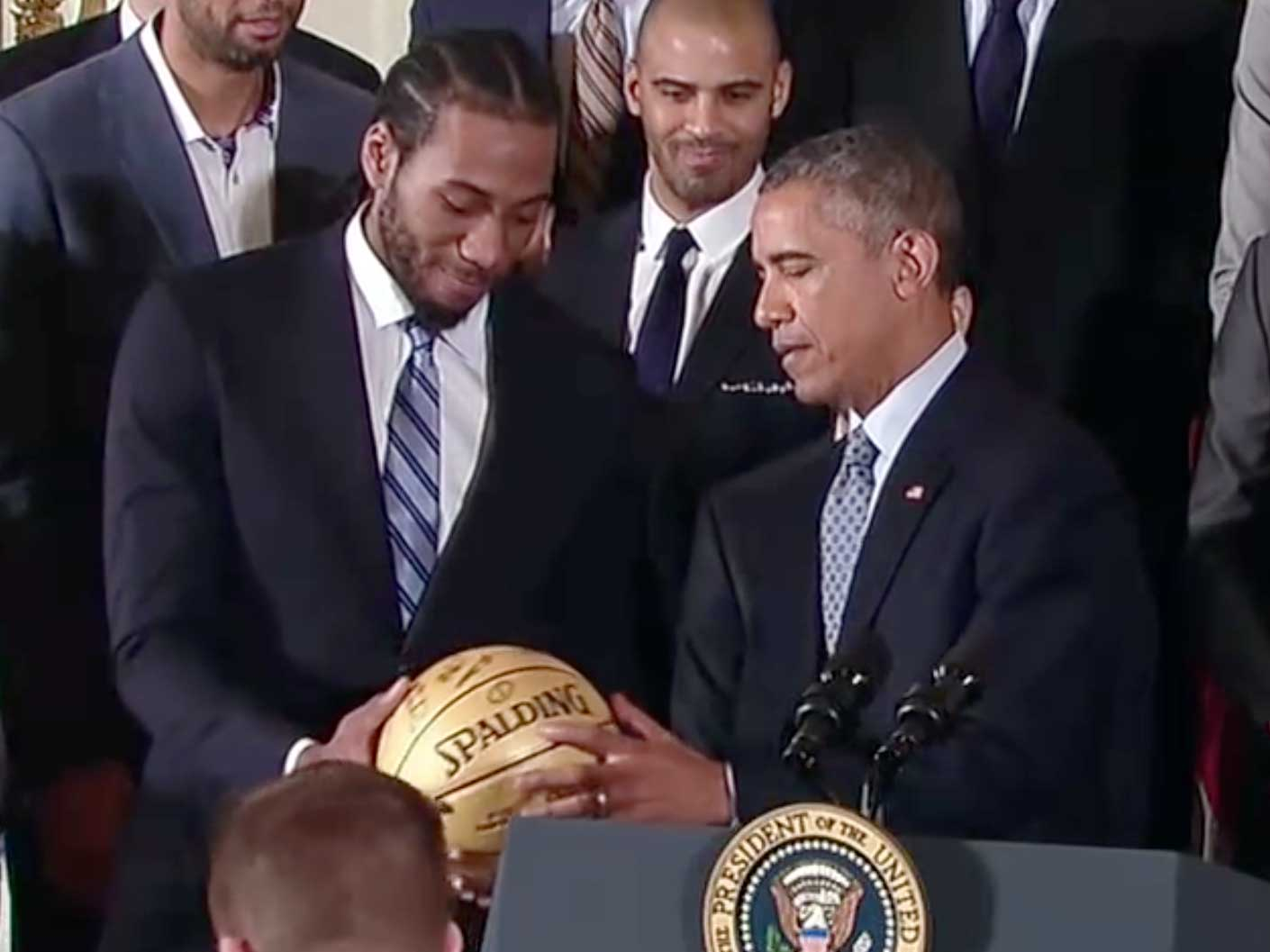
1. 2 Kawhi Leonard, San Antonio Spurs.

| N° | Naz.                   | Ruolo | Sportivo         | Anno | Alt. | Peso |
| -- | ---------------------- | ----- | ---------------- | ---- | ---- | ---- |
| 1  | Stati Uniti (bandiera) | G     | Shannon Brown    | 1985 | 193  | 93   |
| 2  | Stati Uniti (bandiera) | A     | Kawhi Leonard    | 1991 | 201  | 102  |
| 3  | Italia (bandiera)      | A     | Marco Belinelli  | 1986 | 196  | 87   |
| 4  | Stati Uniti (bandiera) | GA    | Danny Green      | 1987 | 198  | 95   |
| 5  | Canada (bandiera)      | G     | Cory Joseph      | 1991 | 191  | 84   |
| 7  | Stati Uniti (bandiera) | GA    | Damion James     | 1987 | 201  | 102  |
| 7  | Stati Uniti (bandiera) | G     | Othyus Jeffers   | 1985 | 196  | 91   |
| 8  | Australia (bandiera)   | P     | Patty Mills      | 1988 | 183  | 79   |
| 9  | Francia (bandiera)     | G     | Tony Parker      | 1982 | 188  | 82   |
| 11 | Stati Uniti (bandiera) | A     | Jeff Ayres       | 1987 | 206  | 109  |
| 15 | Stati Uniti (bandiera) | A     | Matt Bonner      | 1980 | 208  | 109  |
| 16 | Australia (bandiera)   | C     | Aron Baynes      | 1986 | 208  | 118  |
| 20 | Argentina (bandiera)   | G     | Emanuel Ginóbili | 1977 | 198  | 93   |
| 21 | Stati Uniti (bandiera) | AC    | Tim Duncan       | 1976 | 211  | 112  |
| 22 | Brasile (bandiera)     | AC    | Tiago Splitter   | 1985 | 211  | 109  |
| 23 | Stati Uniti (bandiera) | A     | Austin Daye      | 1988 | 211  | 91   |
| 24 | Stati Uniti (bandiera) | A     | Malcolm Thomas   | 1988 | 206  | 102  |
| 25 | Francia (bandiera)     | G     | Nando de Colo    | 1987 | 195  | 85   |
| 33 | Francia (bandiera)     | AC    | Boris Diaw       | 1982 | 203  | 104  |

## Statistiche
Aggiornate al 2 giugno 2021.
| Categoria | Singola prestazione                         | Singola prestazione                               | Singola prestazione | Media         | Media            | Media | Media |
| Categoria | Giocatore                                   | Squadra                                           | Max                 | Giocatore     | Squadra          | Media | PG    |
| --------- | ------------------------------------------- | ------------------------------------------------- | ------------------- | ------------- | ---------------- | ----- | ----- |
| Punti     | LeBron James                                | Miami Heat                                        | 49                  | Kevin Durant  | Oklahoma Thunder | 29,6  | 19    |
| Rimbalzi  | DeAndre Jordan                              | L.A. Clippers                                     | 22                  | Dwight Howard | Houston Rockets  | 13,7  | 6     |
| Assist    | Russell Westbrook Chris Paul                | Oklahoma Thunder L.A. Clippers                    | 16                  | Chris Paul    | L.A. Clippers    | 10,4  | 13    |
| Recuperi  | Paul George Manu Ginóbili Russell Westbrook | Indiana Pacers San Antonio Spurs Oklahoma Thunder | 6                   | Chris Paul    | L.A. Clippers    | 2,8   | 13    |
| Stoppate  | David West                                  | Indiana Pacers                                    | 6                   | Dwight Howard | Houston Rockets  | 2,8   | 6     |